# Wrana (rzeka)
Wrana (bułg. Врана) – rzeka w północno-wschodniej Bułgarii.
Źródło Wrany znajduje się 1 km od wsi Typczilesztowo na wysokości 567 m n.p.m. Do wsi Protaz przepływa przez szeroką dolinę, później tworzy przełom w Presławskiej płaninie. Wypływając z przełomu staje się szeroka, płynie na północ i na płaskowyżu koło Chana Kruma uchodzi do lewego brzegu Golamej Kamczii, na wysokości 86 m n.p.m. Rzeka ma 68 km długości, średni przypływ 2,74 m³/s i powierzchnię dorzecza o wielkości 938 km².
Do Wrany uchodzą:
- lewe dopływy: Asziridere, Kerizbunar, Keszka reka, Pakusza, Siwa reka
- prawe dopływy: Kałajdżi, Kralewska reka